# Göttingenský rukopis
Göttingenský rukopis je nejstarší známá kniha věnující se modernímu šachu. Své jméno dostal rukopis podle toho, že je uložen v Univerzitní knihovně v Göttingenu. Autor rukopisu je neznámý, i když někteří historici připisují autorství Lucenovi. Většinou je mu přisuzován rok vzniku 1471, je však taktéž možné, že pochází z let 1500 – 1505 (pokud spis vytvořil Lucena, pak musel vzniknout až na začátku 16. století). Je celý psán v latině a je rozdělen do třiceti tří kapitol, ve kterých je rozebráno jedenáct šachových zahájení a třináct šachových problémů, z nichž devět je založeno ještě na starých pravidlech šatrandže.

## Seznam v knize popisovaných zahájení
1. Damianova obrana (1.e4 e5 2.Jf3 f6)
2. Philidorova obrana (1.e4 e5 2.Jf3 d6)
3. Italská hra (1.e4 e5 2.Jf3 Jc6 3.Sc4 Sc5)
4. Ruská obrana (1.e4 e5 2.Jf3 Jf6)
5. Střelcova hra (1.e4 e5 2.Sc4 c6)
6. klasická obrana španělské hry (1.e4 e5 2.Jf3 Jc6 3.Sb5 Sc5)
7. Ponzianiho zahájení (1.e4 e5 2.Jf3 Jc6. c3)
8. přijatý dámský gambit (1.d4 d5 2.c4 dxc4)
9. Londýnský systém (1.d4 d5 2.Sf4 Sf5)
10. Birdova hra (1.f4)
11. Anglická hra (1.c4)